# 環線 (倫敦地鐵)
環狀線（英語：Circle Line）是英國倫敦地鐵的路線，在地鐵圖上以黃色標示。
環狀線的名稱首見於1949年，在此之前，地圖僅標示沿線為大都會線或區域線的一部份。它被認為是一條「虛擬路線」，因為它所有停靠的車站均與其他路線共用，並只有阿尔德门站（Aldgate）的兩個外側月台及另外兩段路軌為該路線所專用。
此線與倫敦市內大部份火車總站交匯，惟有以下例外：
- 查令十字地鐵站：此站與地鐵的貝克盧線及北線交匯。地鐵當局建議環線乘客使用堤岸站（Embankment）作為與查令十字車站之間的轉乘車站。
- 尤斯頓站：此站與地鐵的維多利亞線及北線交匯。地鐵當局建議環線乘客使用尤斯頓廣場站（Euston Square）作為與該站之間的轉乘車站。
- 芬喬奇街車站：本站並無與地鐵直接交匯，但與環線的塔丘站（Tower Hill）相當接近，當局亦建議環線乘客使用此站。
- 倫敦橋車站：與地鐵北線及銀禧線交匯。雖然此站與環狀線有一河之隔，但絕大部份停靠此站的火車均有前往與環線交匯的火車站。
- 瑪莉勒本車站：與地鐵貝克盧線交匯，處於環線的貝克街站（Baker Street）與艾奇韋爾路站（Edgware Road）之間。
- 滑鐵盧地鐵站：與地鐵的貝克盧線、銀禧線、北線與滑鐵盧及城市線交匯。與倫敦橋站一樣，滑鐵盧站與環線亦是一河之隔，乘客需轉乘上述四線地鐵至西敏站（Westminster）、堤岸站或與環狀線紀念碑站連結的銀行站（Bank）等站轉乘。

如其名稱所示，環狀線主體部份大致繞倫敦市中心一圈行走。一直以來此線服務為列車沿環狀路線行走。自2009年12月13日起，環狀線服務伸延至漢默史密斯及城市線的專屬區段，开始9字型运营。現時環狀線列車由漢默史密斯站開出，到艾奇韋爾路站後沿原有路線順時針繞行倫敦市中心一圈，第二次到達艾奇韋爾路站後調頭，再以逆時針繞行倫敦市中心，並在下一次到達艾奇韋爾路站後駛回漢姆史密斯站。
由於環狀線的主要路線呈橢圓形，通常由倫敦南部前往北部均有比環線快捷的路線可供選擇。在伸延前，環狀線大致服務倫敦市第1收費區的北、東及西面邊界，但並沒有服務泰晤士河以南屬於1區的地區。當時它和滑鐵盧及城市線是倫敦僅有兩條只服務1區的路線。
環狀線停靠35個車站，其中27個位於地面以下（即使車站有地面部份，環狀線停靠的月台必於地下至少數英尺深），當中部份車站位於明挖的深坑之中，並非完全被地面覆蓋。

## 車站列表
全線都位於大倫敦市內。
| 無障礙設施 | 中文站名           | 英文站名 | 轉乘路線                                                             | 所在地              |
| ---------- | ------------------ | -------- | -------------------------------------------------------------------- | ------------------- |
| ✓          | 漢默史密斯         |          | 區域線（漢默史密斯）、 漢默史密斯及城市線（漢默史密斯）、 皮卡迪利線 | 漢默史密斯-富勒姆區 |
|            | 金販路             |          | 漢默史密斯及城市線                                                   | 漢默史密斯-富勒姆區 |
|            | 牧者叢市場         |          | 漢默史密斯及城市線                                                   | 漢默史密斯-富勒姆區 |
| ✓          | 伍德巷             |          | 漢默史密斯及城市線                                                   | 漢默史密斯-富勒姆區 |
|            | 拉蒂默路           |          | 漢默史密斯及城市線                                                   | 肯辛頓-切爾西區     |
|            | 拉德布魯克樹叢     |          | 漢默史密斯及城市線                                                   | 肯辛頓-切爾西區     |
|            | 西邦爾公園         |          | 漢默史密斯及城市線                                                   | 肯辛頓-切爾西區     |
|            | 皇家橡             |          | 漢默史密斯及城市線                                                   | 西敏市              |
| ✓          | 帕丁頓             |          | 貝克盧線、 漢默史密斯及城市線、                                      | 西敏市              |
|            | 埃奇韋爾路         |          | 區域線、 漢默史密斯及城市線、                                        | 西敏市              |
|            | 貝克街             |          | 貝克盧線、 漢默史密斯及城市線、 銀禧線、 大都會線、                  | 西敏市              |
|            | 大波特蘭街         |          | 漢默史密斯及城市線、 大都會線                                        | 西敏市              |
|            | 尤斯頓廣場         |          | 漢默史密斯及城市線、 大都會線                                        | 卡姆登區            |
| ✓          | 國王十字聖潘克拉斯 |          | 漢默史密斯及城市線、 大都會線、 北線、 皮卡迪利線、 維多利亞線、     | 卡姆登區            |
| ✓          | 法靈頓             |          | 漢默史密斯及城市線、 大都會線、                                      | 伊斯靈頓區          |
|            | 巴比肯             |          | 漢默史密斯及城市線、 大都會線                                        | 倫敦市              |
| ✓          | 沼澤門             |          | 漢默史密斯及城市線、 大都會線、 北線、                               | 倫敦市              |
|            | 利物浦街           |          | 中央線、 漢默史密斯及城市線、 大都會線                               | 倫敦市              |
|            | 阿爾德門           |          | 大都會線                                                             | 倫敦市              |
| ✓          | 塔丘               |          | 區域線                                                               | 塔村區              |
|            | 紀念碑             |          | 中央線、 區域線、 北線、 滑鐵盧及城市線、 碼頭區輕便鐵路             | 倫敦市              |
|            | 坎農街             |          | 區域線、                                                             | 倫敦市              |
|            | 市長官邸           |          | 區域線                                                               | 倫敦市              |
| ✓          | 黑衣修士           |          | 區域線、                                                             | 倫敦市              |
|            | 聖殿               |          | 區域線                                                               | 西敏市              |
|            | 堤岸               |          | 貝克盧線、 區域線、 北線                                             | 西敏市              |
| ✓          | 西敏               |          | 區域線、 銀禧線                                                      | 西敏市              |
|            | 聖詹姆斯公園       |          | 區域線                                                               | 西敏市              |
| ✓          | 維多利亞           |          | 區域線、 維多利亞線                                                  | 西敏市              |
|            | 斯隆廣場           |          | 區域線                                                               | 肯辛頓-切爾西區     |
|            | 南肯辛頓           |          | 區域線、 皮卡迪利線                                                  | 肯辛頓-切爾西區     |
|            | 格洛斯特路         |          | 區域線、 皮卡迪利線                                                  | 肯辛頓-切爾西區     |
|            | 高街肯辛頓         |          | 區域線                                                               | 肯辛頓-切爾西區     |
|            | 諾丁山門           |          | 中央線、 區域線                                                      | 肯辛頓-切爾西區     |
|            | 貝斯沃特           |          | 區域線                                                               | 西敏市              |
|            | 帕丁頓             |          | 貝克盧線、 區域線、 漢默史密斯及城市線、                             | 西敏市              |

## 相关游戏
由TML Studios制作的World of Subways vol. 3模拟了本线路。

## 外部連結
- 倫敦交通部有關環線的介紹頁 （页面存档备份，存于）
- 非官方的環線資料頁 （页面存档备份，存于）